# Jazz Aviation

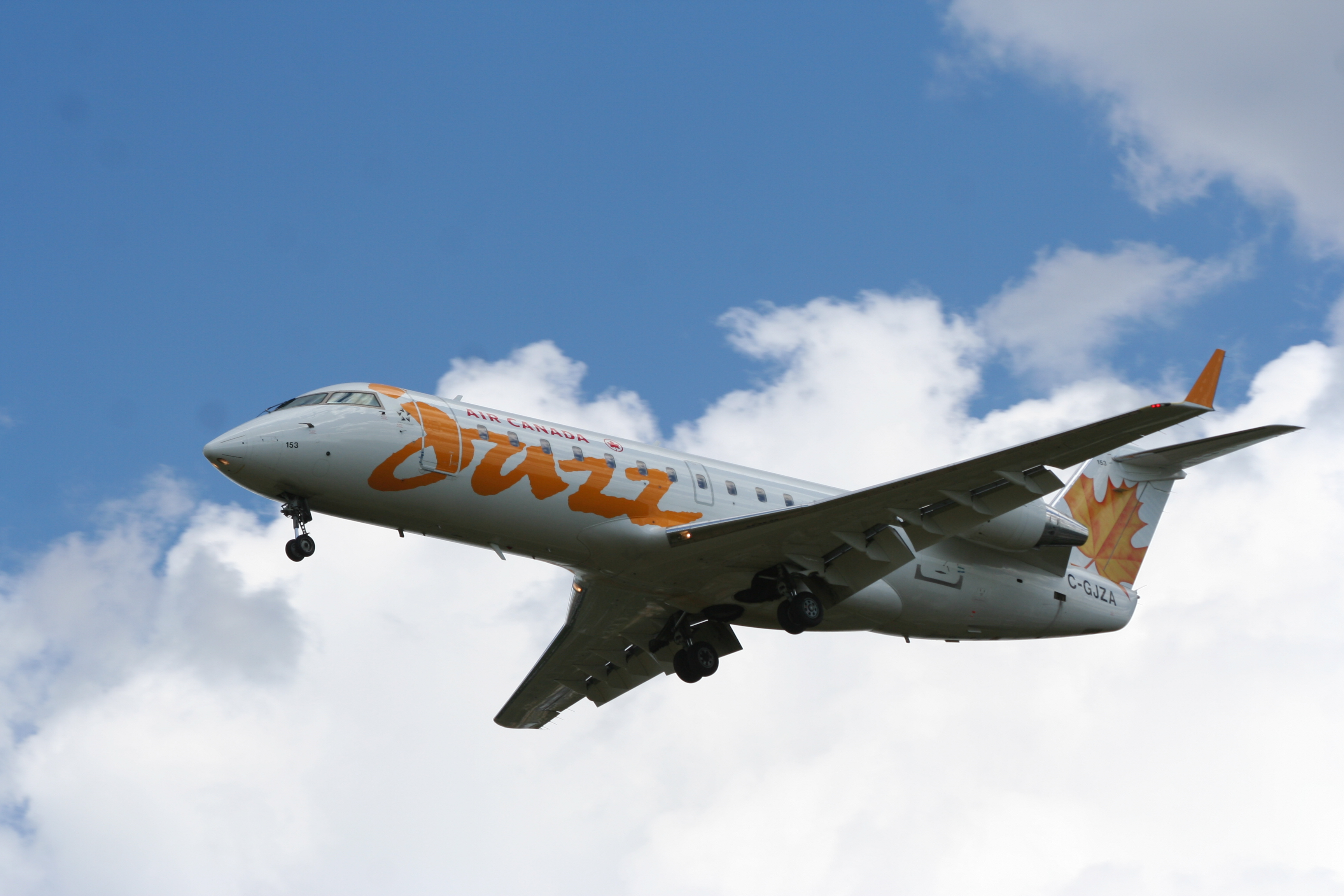
Air Canada Jazz CRJ-200ER

Jazz Aviation — регіональна авіакомпанія Канади зі штаб-квартирою у місті Енфілд (Нова Шотландія), що виконує регулярні рейси в 82 аеропорту Канади і Сполучених Штатів Америки.  Раніше назавалась Air Canada Jazz. Aвіакомпанія є дочірньою компанією холдингу Chorus Aviation.
Порт приписки — Міжнародний аеропорт Галіфакс, головні транзитні вузли (хаби) знаходяться в Міжнародному аеропорту Калгарі, Міжнародному аеропорту імені П'єра Еліота Трюдо, Міжнародному аеропорту Торонто Пірсон і Міжнародному аеропорту Ванкувера.
Станом на квітень 2007 року в авіакомпанії працювало 4913 осіб.
15 листопада 2010 року авіакомпанія була реструктуризована і стала частиною холдингу Chorus Aviation, що стала публічною корпорацією і торгується як «CHR» на фондовій біржі Торонто.
До квітня 2011 року регіональні рейси Air Canada виконувалися під брендом Air Canada Jazz. Після укладення контракту з Sky Regional Airlines, бренд Air Canada Express був представлений як парасолька для всіх регіональних операцій. Бренд Jazz зараз повністю управляється компанією Jazz Aviation LP.

## Історія
Авіакомпанія Air Canada Jazz була утворена в 2001 році шляхом об'єднання регіональних перевізників Air BC, Air Nova, Air Ontario і Canadian Regional Airlines, які працювали за партнерськими договорами з магістральної авіакомпанією Canadian Airlines, яка, в свою чергу, була придбана флагманським перевізником Air Canada.
У лютому 2006 року Air Canada Jazz успішно пройшла процедуру акціонування на Торонтській фондовій біржі і отримала біржовий індекс «JAZ.UN».
У тому ж місяці приватна управляюча компанія City Centre Aviation Limited (CCAL) вручила авіакомпанії 30-денне повідомлення про припинення договору на оренду операційних площ в Аеропорту Торонто-Сіті імені Біллі Бішопа. Управління аеропортами Торонто продовжило дозвіл на роботу авіакомпанії в аеропорту Торонто-Сіті, однак, оскільки Air Canada Jazz не мала перспектив на подальше розширення присутності в даному аеропорту, компанія згорнула в ньому свою діяльність до кінця березня 2006 року і перейшла в Міжнародний аеропорт Торонто Пірсон. У тому ж році CCAL був поглинений авіаційним холдингом «REGCO Holdings» (нині — «Porter Aviation Holdings»), регіональна авіакомпанія Porter Airlines якого стала одним з основних перевізників в аеропорту Торонто-Сіті після відходу з нього Air Canada Jazz.
Незабаром після розміщення акцій авіаперевізника на фондовій біржі керуючий холдинг ACE Aviation Holings продав всі свої активи в Air Canada Jazz і в даний час авіакомпанія є незалежною структурою, більш відомої у фінансових колах під назвою Jazz Air Income Fund.
У серпні 2008 року Air Canada Jazz вилучила всі рятувальні жилети зі своїх повітряних суден з метою зниження витрат на паливо. Керівництво авіакомпанії пояснювало даний вчинок тим, що у випадку виникнення якого-небудь інциденту з літаком пасажири повинні використовувати рятувальні жилети при посадці на воду, а регіональні маршрути авіакомпанії проходять над континентальною частиною країни, за дуже рідкісними винятками рейсів в районі Великих озер. В останніх випадках до берегової лінії завжди залишається не більше 50 морських миль, що цілком вкладається у вимоги закону, що не зобов'язує авіакомпанії в даних обставинах забезпечувати літаки рятувальними жилетами.

### Перспективи
У листопаді 2009 року керівництво авіакомпанії Air Canada Jazz повідомило про можливе укладення партнерської угоди з найбільшим канадським туроператором «Роббі Голдберг» і відкриття сезонних рейсів за кількома напрямами з листопада 2010 року. Під цю програму авіакомпанія може придбати п'ять нових пасажирських літаків Boeing 737-800.

## Флот
Перші 15 одиниць реактивних лайнерів моделі CRJ705 були поставлені канадським авіабудівним концерном Bombardier Aerospace 27 травня 2005 року. Air Canada Jazz також найпершою з авіаперевізників отримала у використання 15 літаків CRJ200, замовлення на які був розміщений у вересні 2004 року. Нові лайнери встали на завантажені маршрути авіакомпанії, перший рейс був виконаний 1 червня 2005 року з Калгарі в Аеропорт Х'юстон Інтерконтінентал. В середині 2006 року Air Canada передала в Air Canada Jazz останній з своїх літаків моделі CRJ-100, довівши тим самим загальну кількість лайнерів цього типу у регіонального перевізника до 24 одиниць.
9 лютого 2010 року Air Canada Jazz оголосила про підписання угоди з Bombardier Aerospace про замовленні 15 літаків Q400 NextGen з початком постачання в травні 2011 року.

## Авіаподії і нещасні випадки
- 20 травня 2007 року, рейс 8911 Монктон (Нью-Брансвік) — Торонто. Після здійснення посадки в Міжнародному аеропорту Торонто Пірсон у 50-місного літака CRJ-100 підломилася опора основної стійки шасі. Про потерпілих не повідомлялося[10].
- 18 вересня 2008 року. Літак Airbus A340 авіакомпанії Air Canada при рулюванні на злітно-посадкову смугу Міжнародного аеропорту Ванкувера зачепив горизонтальний стабілізатор лайнера Dash-8 авіакомпанії Air Canada Jazz. На борту A340, вилітав у Гонконг, перебувало близько трьохсот пасажирів, на борту Dash-8, який готувався вилетіти в Каслегар (Британська Колумбія), перебувало 40 осіб. Обидва літаки отримали невеликі пошкодження, про потерпілих не повідомлялося[11].